# Classics Live (álbum de Roger Hodgson)
Classics Live es un álbum en directo del músico británico Roger Hodgson, publicado en 2010. El álbum recoge una colección de diez canciones interpretadas en directo durante su gira mundial de 2010, bien en acústico y en solitario, o bien respaldado por una orquesta. Salvo «Only Because of You», incluida en su álbum debut In the Eye of the Storm, el resto del álbum son canciones de Supertramp. El disco fue publicado exclusivamente en formato de descarga digital, disponible a través de iTunes y de la página oficial de Hodgson.

## Lista de canciones
Todas las canciones escritas y compuestas por Rick Davies y Roger Hodgson excepto donde se anota. 
| N.º | Título                                                                             | Duración |  |
| 1.  | «Take the Long Way Home» (Grabado en Belo Horizonte, Brasil con banda)             | 4:55     |  |
| 2.  | «Give a Little Bit» (Grabado en Oslo, Noruega con banda)                           | 4:21     |  |
| 3.  | «Hide in Your Shell» (Valencia, Venezuela con banda)                               | 6:59     |  |
| 4.  | «Breakfast in America» (Grabado en Belo Horizonte, Brasil con banda)               | 2:43     |  |
| 5.  | «Only Because of You» / «Lord Is It Mine» (Grabado en solitario en París, Francia) | 6:00     |  |
| 6.  | «The Logical Song» (Grabado en Belo Horizonte, Brasil con banda)                   | 4:09     |  |
| 7.  | «School» (Grabado en Babelsberg, Alemania con orquesta)                            | 5:48     |  |
| 8.  | «Dreamer» (Grabado en Valencia, Venezuela con banda)                               | 4:34     |  |
| 9.  | «Two of Us» (Grabado en solitario en Bremen, Alemania)                             | 2:43     |  |
| 10. | «It's Raining Again» (Grabado en Belo Horizonte, Brasil con banda)                 | 4:44     |  |

## Personal
- Roger Hodgson: voz, guitarra de doce cuerdas, piano y teclados.
- Aaron MacDonald: saxofón, melódica, teclados y coros.
- Bryan Head: batería.
- Ian Stewart: bajo.
- Kevin Adamson: teclados y coros.